# Arapaho
För andra betydelser, se Arapaho (olika betydelser).

Flagga för arapahoernas indiannation.

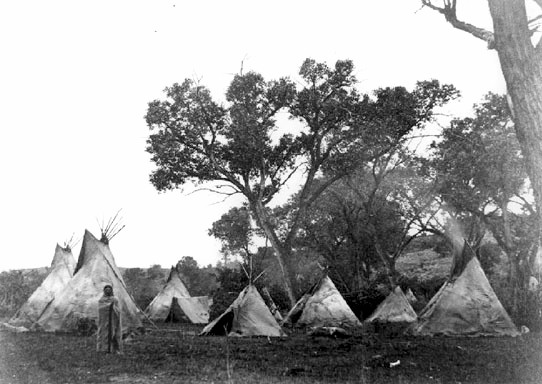
Arapaholäger 1868.

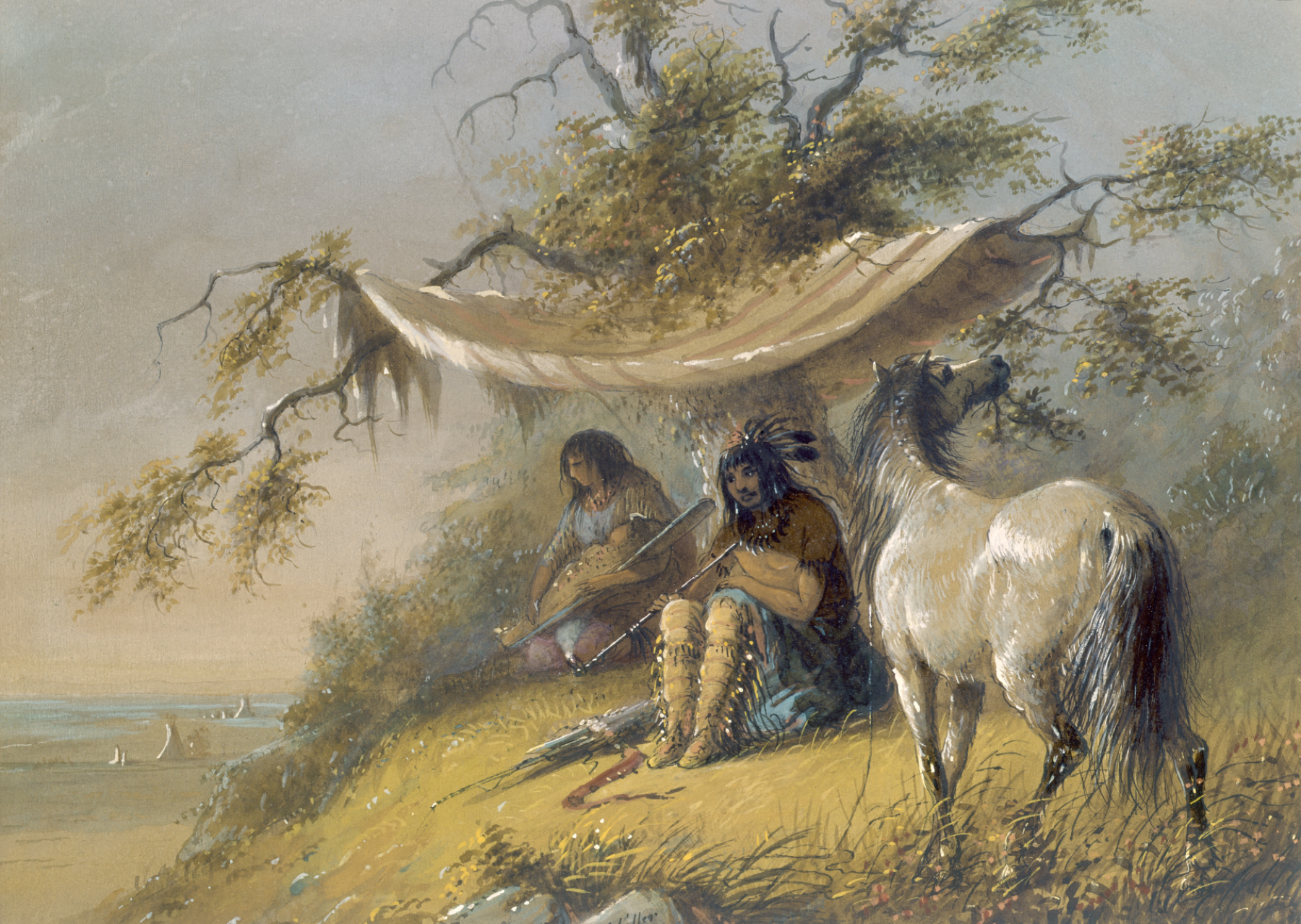
Arapahoer, ca 1858.

Arapaho är en benämning, med oklart ursprung, på ett algonkinspråkigt nordamerikanskt ursprungsfolk som på sitt eget språk heter Hinono'eino, ”vårt folk”, även Hinono'eiteen, ”arapahofolket”. Atsina tillhörde ursprungligen Arapaho, men sedan åtminstone början på 1700-talet bildar de en egen politisk och sedermera etnisk enhet.[källa behövs]

## Demografi
Vid folkräkningen 2010 rapporterade 10 861 människor att de räknade de sig som helt eller delvis Arapaho. Arapahospråket är i dag utrotningshotat, med 250–1000 aktiva talare (Ethnologue anger 1 100 år 2015). Revitaliseringsförsök pågår, men Ethnologue anser ändå att utsikterna ser dåliga ut för språkets fortlevnad. Det har även funnits fler varieteter av språket som idag är utdöda, och atsina har också ett språk, vars sista talare som behärskade språket flytande dog 2007, men med pågående återupplivningsprojekt och personer som lär sig språket.

## Ursprung
Arapahoerna är mycket renodlade prärieindianer. Det finns inga uppgifter om att de någonsin levat annorstädes och de var spridda över ett större geografiskt område än någon annan präriestam: South Dakota, Nebraska, Colorado, Wyoming och Kansas. På språkliga grunder har man dock antagit att de kom till prärien från nordost, d.v.s. närmast området vid Stora sjöarna. 
Enligt arapahoernas egen tradition fanns det ursprungligen fem huvudgrupper var och en med sin egen språkliga varietet, haa'ninin, a'aninin eller a'ani  – en grupp som förblev distinkt, och som på siksika kallas atsina (kallade hitúnĕna eller hittiuenina (tiggare) av andra arapahofolk) – besawunena, hinanaeina, ha'anahawunena och nawathinehena. De tre första gruppernas språk sades ha varit mycket närstående. De fyra grupperna som levde söder om atsina konsoliderades till arapaho och deras ättlingar övertog hinanaeinas språk. Vid mitten på 1800-talet delades arapahoerna i en nordlig och en sydlig del (Northern Arapaho respektive Southern Arapaho).

## Historia

### Indiankrigen
Arapahostammen försökte i det längsta hålla sig borta från de vita och utanför 1800-talets indiankrig men råkade ändå mycket illa ut eftersom de vita oriktigt kom att uppfatta dem som allierade till lakotasiouxer och cheyenner. Arapahoerna anfölls därför oprovocerat av USA:s kavalleri 1864 vid Sand Creek , 1865 vid Tongue River vid nuvarande Ranchester och 1874 nära Nowood Creek i Wyoming. Dessa anfall var resultatet av en systematisk förföljelse från USA:s kavalleri under ledning av general Patrick E. Connor. Arpahoerna försökte successivt dra sig undan allt längre norrut för att undvika massakrerna men strategin fungerade inte. De nordliga arapahoerna försökte sig då på att i stora skaror ta värvning i kavalleriet som indianspejare.

### Reservat
General George Crook lovade dem som belöning ett eget reservat och placerade dem 1876 tillfälligt i Shoshone-reservatet i Wyoming. Crook avled dock innan han hann ordna något annat och samboendet med shoshonerna på Wind Rivers indianreservat blev permanent. De sydliga arapahoerna hamnade i ett betydligt sämre reservat i Oklahoma tillsammans med de sydliga cheyennerna där de fortfarande bor.